# Zastup
Zastup (cyr. Заступ) – wieś w Serbii, w okręgu zlatiborskim, w gminie Prijepolje. W 2011 roku liczyła 101 mieszkańców.